# Prix Prešeren

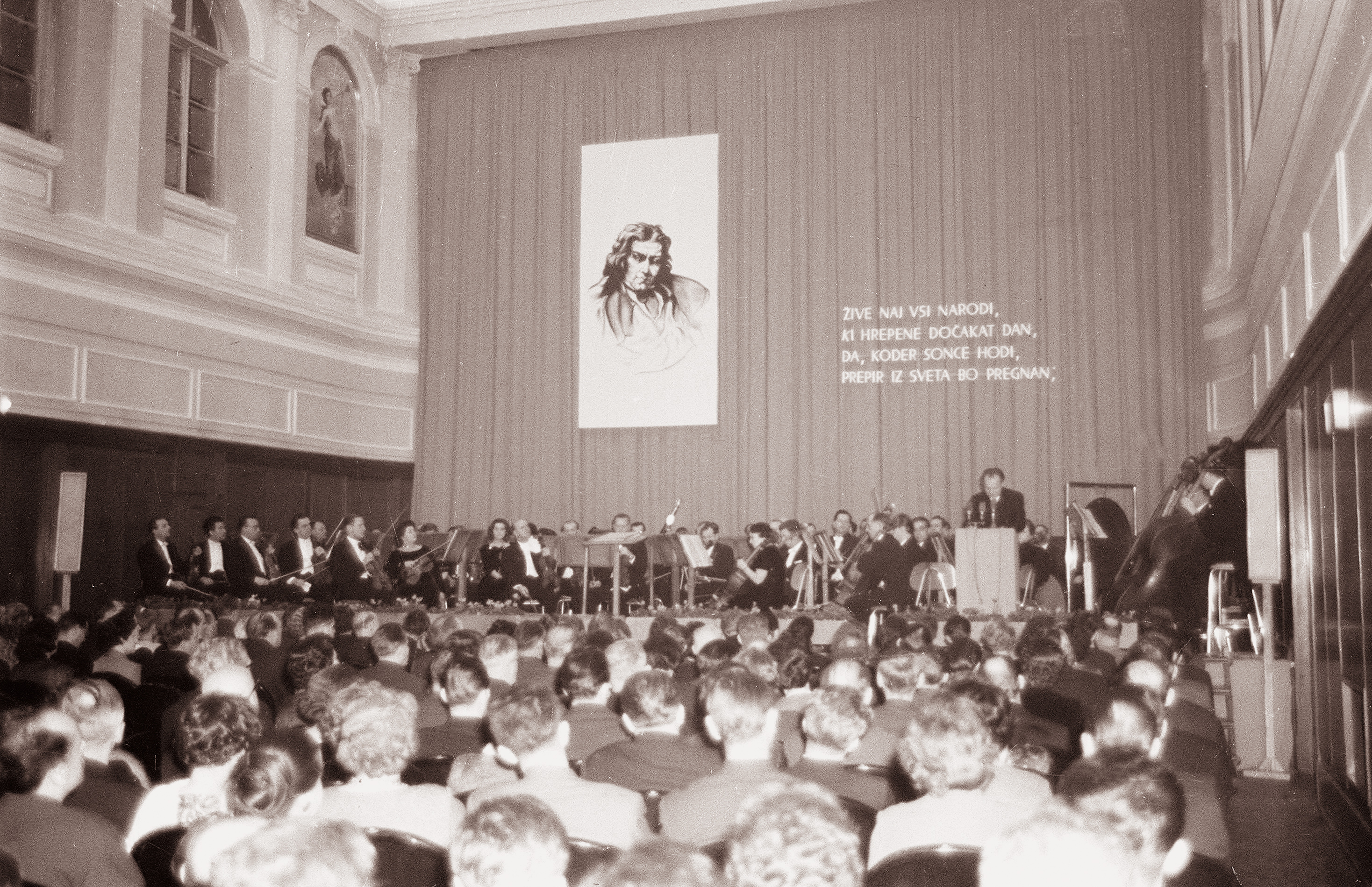
Cérémonie de 1961.

Le prix Prešeren est une distinction slovène décernée à un artiste. Il doit son nom au poète France Prešeren et est attribué la veille du jour Prešeren (en).
Liste de lauréats.